# V353 Водолея
V353 Водолея (лат. V353 Aquarii) — одиночная переменная звезда в созвездии Водолея на расстоянии приблизительно 263 световых лет (около 81 парсека) от Солнца. Видимая звёздная величина звезды — от +11,05m до +10,75m.

## Характеристики
V353 Водолея — жёлто-оранжевый карлик, вращающаяся переменная звезда типа BY Дракона (BY) спектрального класса K-G. Радиус — около 0,71 солнечного, светимость — около 0,275 солнечной. Эффективная температура — около 4965 К.